# Médard Desprez
Pour les articles homonymes, voir Desprez.
Médard Desprez, né le 24 avril 1764 à Vauxaillon et mort le 24 mars 1842 à Meulan, est un banquier français qui fut membre du Conseil des régents de la Banque de France de 1801 à 1806.

## Carrière
Médard Desprez commença sa carrière comme employé à la Banque Cottin & Jauge, puis de 1788 à 1790, en tant qu'intermédiaire de la Caisse d'escompte. Il fut ensuite l'assistant du banquier Guillaume Sabatier, l'un des directeurs de la Compagnie des Indes orientales et de la Chine. Tous deux seront arrêtés, ainsi que Le Couteulx-Canteleu, par le Tribunal révolutionnaire en 1793 à la suite du scandale du trafic des piastres en lien avec la Caisse d'escompte et la Banque royale de Saint-Charles, mais ils seront sauvés par Cambacérès.
Lorsqu'en octobre 1796, la Caisse des comptes courants lance une recapitalisation de 8 millions de francs, Desprez apporte son soutien en tant qu'actionnaire. En 1799, il devient même administrateur de la Caisse. En 1800, après la fusion de la Caisse avec la Banque de France, il occupe une charge d'agent de change. Il souscrit de façon importante au capital de la Banque de France alors que le marché se montrait frileux. 
En 1801, Desprez devient l'un des régents de la Banque de France. En août 1805, il devient directeur de la Compagnie des négociants réunis, entreprise en réalité commanditée par les financiers Gabriel-Julien Ouvrard et Ignace-Joseph Vanlerberghe, dont les excès sont largement soutenue par le secrétaire au Trésor, François Barbé-Marbois. En quelques années, les Négociants réunis obtiennent de nombreuses avances de trésorerie de la Banque de France, faisant gonfler l'encours de l’institution à un niveau excessif. Les avances étaient gagées sur les arrivées de matières précieuses des colonies espagnoles que le blocus anglais rendait aléatoires. Par ailleurs, Desprez se retrouve mêlé à des malversations à la suite de la vente de la Louisiane en 1803, vente organisée par la banque Hope & Co. et la Barings. Une crise financière éclate durant l'hiver 1805-1806 et Barbé-Marbois est révoqué. Alors qu'il était connu comme banquier, l'un des meilleurs sur la place de Paris, Desprez est démissionné de son poste de régent en 1806, à la suite de révélations quant aux spéculations qu'ils avaient soutenues.
Privé de tous ses biens, sa mise en faillite est prononcée le 27 novembre 1807 et il passe quinze mois à la prison de Sainte-Pélagie.
La liquidation dura plus de vingt-huit ans.